# かくれんぼ

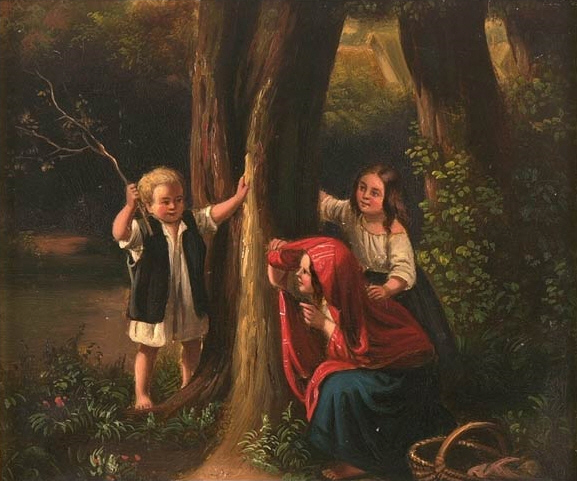
かくれんぼで遊ぶこどもたち

かくれんぼ（かくれんぼう、隠れん坊）は、伝統的な子供の遊びである。全国的に有名である。鬼が目をふさいでいる間に子が隠れ、後に鬼が子を見つけだすという単純なルールであり、派生したルールを持つ遊びも多い。「かくれご」とも呼ばれる。
なお、日本以外にもほぼ同様のルールのものが多数存在する（英語圏のHide-and-seekなど）。

## ルール
かくれんぼに明確なルールは存在しないが、一般に遊ばれているルールを総合すると、次のようなものになる。
かくれんぼは2人以上によって行われ、1人の鬼（親ともいう）と残りの子に分かれる（人数が多い時は鬼を複数人にすることもある）。最初の鬼はじゃんけんなどによって決めることが多い。
鬼は壁や柱といった、もたれかかることができる場所に顔を向け、腕で目をふさぎ、あらかじめ決められていただけの数を大声で数える。この声が聞こえている間に子は鬼に見つからないような場所を見つけ、潜む。子が潜むことができる範囲ははっきり決まっていないことが多いが、一般には鬼が数を数える声が聞こえる範囲、というのが不文律的に定められている。これは、あまりに遠くなると探すのに時間がかかるのに加え、後述する確認の作業が行えないためである。
決められた数を数えると、鬼は確認の作業を行う。これは、子が全員隠れたことを確認するとともに、鬼の捜索開始を宣言するものである。鬼は数を数える時の体勢のまま「もういいかい」と、大声で尋ねる。子は、自分がすでに隠れ終わっている場合は「もういいよ」、まだ隠れきっていない場合は「まあだだよ（「まだだよ」の意）」と答える。「まあだだよ」の声が聞こえた場合、鬼はしばらく待って、再び「もういいかい」と尋ねる。この間に、まだ隠れていない子は早急に隠れなくてはならない。これを繰り返し、「まあだだよ」の声が聞こえなくなると、鬼は目を開き、開始する。この確認作業は省略されることもある。
鬼は目をふさいでいる間の物音や、「もういいよ」の声の届いた方向・距離などをたよりに、隠れた子を見つけだす。子を見つけると、鬼は相手の名前の後に「みいつけた（「見つけた」の意）」と叫び指を指し、発見したことを宣言する。発見の時には実際に手を触れないと駄目だとするルールもある。こうして子が全員発見されると、最初に発見された子が新たな鬼となり、次のセットを開始する。毎回のセットでは、鬼が最後まで見つけられなかった子がさしあたっての優秀者と見なされるが、総合を争うといったことはほとんど行われない。
日本では近代まで神隠し・誘拐（人身売買）を恐れ、夕暮れ時以降はタブーとされていた。

## 派生した遊び
かくれんぼはそのルールの単純さから、それに派生したルールを定めた別の遊びがいくつか存在する。たとえば、鬼に気づかれないように後ろから近づき、鬼の背中に触れると同時に「アウト」と言うことに成功した場合、その鬼はもう一度鬼になるルールの存在である。これは後述する缶けりに近い。鬼ごっことの融合で、隠れ鬼ごっこなどの名前がつく場合もある。かくれんぼのルールを強く生かしたものとしては、一度見つかった参加者の再解放を可能にした缶けりが有名である。